# IC 1225
IC 1225 ist eine Balken-Spiralgalaxie vom Hubble-Typ SBb im Sternbild Drache am Nordsternhimmel. Sie ist schätzungsweise 402 Millionen Lichtjahre von der Milchstraße entfernt und hat einen Durchmesser von etwa 165.000 Lichtjahren.
Das Objekt wurde am 24. Juli 1889 von Lewis Swift entdeckt.